# Gołymin-Ośrodek
Gołymin-Ośrodek è un comune rurale polacco del distretto di Ciechanów, nel voivodato della Masovia.
Ricopre una superficie di 110,55 km² e nel 2004 contava 4 051 abitanti.